# Корыстья
Корыстья (устар. Корысть-Я) — река в России, протекает по Советскому району Ханты-Мансийского АО. Устье реки находится в 859 км по правому берегу реки Конда. Длина реки составляет 18 км. Правый приток — Малая Корыстья.

## Данные водного реестра
По данным государственного водного реестра России относится к Иртышскому бассейновому округу, водохозяйственный участок реки — Конда, речной подбассейн реки — Конда. Речной бассейн реки — Иртыш.
Код объекта в государственном водном реестре — 14010600112115300015958.